# Tercer Orde del Carmel
El Tercer Orde de la Mare de Déu del Carmel o dels Carmelites Laics és la branca seglar o tercer orde de l'Orde del Carmel, els membres dels quals són homes i dones laics que, fascinats per l'estil de vida evangèlic dels carmelites calçats, volen imitar-los i fer realitat aquesta vida en la seva quotidianitat. Els membres de l'orde són seglars, no emeten vots religiosos ni viuen en comunitat. Posposen al seu nom les sigles T.O.C..

## Història
L'origen de les comunitats carmelites laiques és més antic: ja al segle xiii, poc després de la fundació de l'Orde del Carmel, els laics se sentiren atrets per l'estil de vida que duien. Quan, en 1265, arribaren a Tolosa els primers carmelites procedents de Palestina, Joana de Tolosa s'adreçà al prior Simó Stock per demanar-li d'ingressar a l'orde d'alguna manera, vivint amb el mateix carisma i la mateixa regla. Aquesta dona va viure com a laica, fora de qualsevol convent, en una ermita propera al dels carmelites, reclosa i vivint seguint la regla de l'Orde del Carmel i havent fet vots simples. Cap al 1273 hi ha la constància de l'existència d'una Confraria de la Mare de Déu del Carmel a Tolosa i d'una Companyia de Santa Maria del Carme a Bolonya en 1280, encara que no se sap del cert quin tipus d'entitat eren, ja que se n'han perdut els documents.
Quelcom més tard, alguns gremis tenien seu en esglésies carmelites i els seus membres actuaven com a capellans. Els benefactors de l'orde rebien cartes de fraternitat que els donaven dret a tenir alguns dels privilegis dels frares. Comunitats de dones, anomenades bizzoche i mantellate, vestien l'hàbit i observaven, a casa seva, la regla carmelita, o feien vida eremítica en ermites properes a esglésies carmelites, sense viure en comunitat amb ningú. És el cas del beat Luigi Morbioli de Bolonya (m. 1495).
La institució formal i canònica del tercer orde, però, no es feu fins al segle xv, quan la comunitat de beguines de Ten Elsen (Gueldre) va demanar l'afiliació a l'Orde del Carmel al seu prior general, el beat Jean Soreth, que obtingué una butlla de 7 d'octubre de 1452 que donava als superiors carmelites les facultats sobre convents i comunitats de "verges, vídues, beguines i mantellatae", com ja les tenien els agustinians o els dominics. A més, en el desenvolupament del tercer orde participà Nuno Álvares Pereira. L'orde fou formalment establert en 1476 per la butlla Mare magnum privilegiorum del papa Sixt IV.

## Regla
La regla seguida pels terciaris, tant els que viuen al món o els que viuen en comunitats amb vots simples, era en origen la mateixa dels carmelites, amb modificacions. Theodor Stratius, general carmelita, redactà en 1635 una nova regla, revisada en 1678, que encara fan servir els terciaris de les branques calçada i descalça. Prescriu que es reciti l'ofici diví, o l'Ofici Petit de la Mare de Déu o, en lloc seu, el Parenostre i l'Ave Maria, que es repeteixen 35 cops el dia, cinc cops en cada una de les hores canòniques. També prescriu mitja hora de meditació cada matí i cada tarda, el dejuni els divendres i, entre el 14 de setembre i la Pasqua, també els dimecres i dissabtes; l'abstinència durant l'Advent i la quaresma, i diverses maneres de penitència, devoció i caritat.

## Membres
Com en els altres ordes mendicants, els terciaris carmelites poden ser:

### Laics i seglars
Com en tots els ordes tercers, són laics i seglars (preveres, per exemple) que, sense viure en comunitat ni fer vots públics, volen viure la seva existència en l'espiritualitat de l'Orde del Carmel, adoptant-ne la regla a la vida quotidiana: pregària, dejunis, reunions, etc., i vivint sota la guia espiritual dels frares carmelites. Voluntàriament, poden fer-se vots privats de castedat i obediència. Hi ha diverses agrupacions de laics terciaris, comunitats o confraries, molt nombrosos arreu del món. Alguns d'aquests grups són els moviments: Familia Domèstica, La Família, a Itàlia, el Moviment Carmelita (Països Baixos), Família Missionera Internacional Donum Dei, la Confraria de l'Escapulari del Carme, etc.

### Congregacions de germanes o germans
Categoria principal: Congregacions del Tercer Orde del Carmel
Les congregacions del Tercer Orde del Carmel es van formar a partir de comunitats de laics del tercer orde que, sense voler fer vots solemnes, volien viure també en comunitat en l'esperit carmelita, observant-ne la regla però sense el rigor dels frares i, en el cas de les dones, sense el requeriment de la clausura, la qual cosa els permetia fer tasques d'apostolat, educació o assistència. Des del segle xvi es van formar comunitats, sobretot femenines de terciàries com les Terciàries de Santa Maria de l'Esperança (Venècia), al final del segle xvi, o les Terciàries de San Martino (Bolonya, 1654).
A partir del segle xix es formen moltes congregacions religioses de germanes, que fan vots simples i viuen en comunitats, dedicades a tasques diverses d'assistència i ensenyament, com ara les Carmelites de l'Esperit Sant o les Carmelites del Sagrat Cor.

## Difusió
És pràcticament impossible saber el nombre de terciaris que viuen al món, sense lligam amb una comunitat. A banda d'aquests, hi ha congregacions i comunitats arreu del món, dedicades a tasques d'assistència i apostolat. En particular, destaca un nombre important de congregacions religioses femenines dedicades a l'ensenyament, l'assistència sanitària i la cura de necessitats.